# Ljubač (Ražanac)
Ljubač falu Horvátországban Zára megyében. Közigazgatásilag Ražanachoz tartozik.

## Fekvése
Zára központjától légvonalban 16 km-re, közúton 18 km-re északkeletre, községközpontjától légvonalban 5, közúton 7 km-re délnyugatra, Dalmácia északi részén a Pag-sziget délkeleti végével átellenben, a Ljubač-i öböl partján fekszik. A település mintegy 3 km hosszan nyúlik el a tengerparton Ljubački Stanovi és Provale között. Mára már minden irányban terjeszkedett, de történelmi magja a sziklás tengerpart felett mintegy 200 méter hosszan és 100 méter szélesen terül el. Szűk utcáival és sűrű építésű házaival jellegzetes tengerparti dalmát település képét mutatja. A középkorban a török veszély közeledtére védőfalakkal vették körül, melyek legnagyobb részét mára elbontották.

## Története
Környéke már a történelem előtti időkben is lakott volt, melyről számos régészeti lelet tanúskodik. A legrégebbi leletek a kőkorszakból valók, de a legtöbb ősi kulturális emlék a vaskorból, leginkább az i. e. 1. évezredből származik, amikor az illír liburn törzs lakta ezt a vidéket. A liburn kultúra egyik legjelentősebb emlékét a falu felett találjuk, ahol jól látható a mesterségesen erőddé épített Venac-domb (Gradina) jellegzetes formája. Közelében a Dvorne nevű helyen nagy számú halomsírt találtak. Közülük a legnagyobb a Križarska glavica melynek nagyobb része az 1940-es években megsemmisült és csak egy kisebb részét sikerült feltárni, melynek leleteit a zágrábi régészeti múzeumban őrzik. A térséget az i. e. 2. században szállták meg a rómaiak aki több nyaralót és villagazdaságot építettek ide. 2002-ben Podvršje település alatt a Glavčine (Matakov Brig) nevű helyen nagyméretű kettős templom maradványait tárták fel. A déli templom a késő római korból, az 5. század második feléből, az északi a 6. század közepéről származik. Kora bizánci stílusban épült. A horvátok legkorábbi jelenlétéről a többi között a Havas Boldogasszony tiszteletére szentelt fogadalmi templom közelében található három halomsír tanúskodik, de az óhorvát kultúra eme emlékei is jelentősen károsodtak. A Plemići-öböl Rtinával szemközti oldalán, a Ljubljana-fokon állnak a templomosok középkori várának, Ljubačnak a romjai, melyet a nép Stari gradnak, vagy Ljubljanának nevez. A várat II. András magyar király egyik 1205-ben kelt, még hercegként írt oklevelében említik először „Castrum Gliube” alakban. A vár a középkorban a zárai régió egyik legjelentősebb erősségévé fejlődött. Védelmét előbb a templomos lovagok, után a johanniták látták el. Később bencés kolostor működött benne, melyet a benne található szakrális épületek romjai is igazolnak. A vár a 17. századig állt fenn, amikor a török veszély közeledtére a velenceiek lerombolták, mivel védelmét nem tudták biztosítani. A török-velencei háborúk után a 17. század végén Boszniából érkezett horvátokkal telepítették be. A 18. század végén Napóleon megszüntette a Velencei Köztársaságot. 1797 és 1805 között Habsburg uralom alá került, majd az egész Dalmáciával együtt az Első Francia Császárság része lett. 1815-ben a bécsi kongresszus újra Ausztriának adta, amely a Dalmát Királyság részeként Zárából igazgatta 1918-ig. Plébániáját 1851-ben alapították. 1857-ben 217, 1910-ben 220 lakosa volt. Ezt követően előbb a Szerb-Horvát-Szlovén Királyság, majd Jugoszlávia része lett. 1993-tól az újraalapított Ražanac községhez tartozik. 2011-ben 475 lakosa volt. Lakói hagyományosan mezőgazdasággal, állattartással, halászattal és turizmussal foglalkoztak.

## Lakosság
| Lakosság változása | Lakosság változása | Lakosság változása | Lakosság változása | Lakosság változása | Lakosság változása | Lakosság változása | Lakosság változása | Lakosság változása | Lakosság változása | Lakosság változása | Lakosság változása | Lakosság változása | Lakosság változása | Lakosság változása | Lakosság változása |
| ------------------ | ------------------ | ------------------ | ------------------ | ------------------ | ------------------ | ------------------ | ------------------ | ------------------ | ------------------ | ------------------ | ------------------ | ------------------ | ------------------ | ------------------ | ------------------ |
| 1857               | 1869               | 1880               | 1890               | 1900               | 1910               | 1921               | 1931               | 1948               | 1953               | 1961               | 1971               | 1981               | 1991               | 2001               | 2011               |
| 217                | 0                  | 200                | 179                | 190                | 220                | 630                | 542                | 584                | 627                | 626                | 607                | 594                | 703                | 455                | 475                |

## Nevezetességei
- Szent Márton tiszteletére szentelt plébániatemplomát 1712-ben építették, 1812-ben nyerte el mai formáját. 1946-ban megújították. A kis méretű épületnek oldalt két félköríves ablaka van. Homlokzatát egy rozetta és egy kereszt alakú nyílás díszíti.[4] Felette áll a harangtorony két haranggal. Főoltára márványból készült, rajta védőszentjének Szent Mártonnak szobra áll. A falmélyedésekben a gyermekét karján tartó Szűzanya és Jézus szíve szobrai vannak elhelyezve.[3]
- Ljubač várának romjai ma is jól láthatók a falutól 3,5 km-re északnyugatra a tengerbe 3 km hosszan benyúló félsziget végében, a tenger feletti Ljubljana nevű hegyfokon.[7] Az idő vasfogának leginkább a belsejében állt 14. századi gótikus Szent Marcela templom állt ellen. Érdekessége, hogy az egyhajós templom a szentély felé kiszélesedik és három félköríves apszisban végződik. Az apszis mellett fennmaradt az északi fal egy része a támpillérekkel.[4] A romok között találhatók a templomosok által 12-13. században épített román stílusú Szűz Mária templom romjai is.[3] A várból származó legértékesebb tárgy egy kehely, melyet a Szent Márton templomban őriznek.
- A 13-14. századi írásos dokumentumokban néhány kolostort is említenek a település területén. Ezek közül néhánynak fennmaradtak a romjai is. A Remete Szent Pál kolostor a tengerparton, a Remete Szent Antal kolostor a hegyen, a Szent Ilona kolostor a Szent Miklós templommal a Ljubljana-fokon állt.[3]
- Építészeti emlékeinek gazdagsága miatt Ljubačot és környékét a közeljövőben régészeti parkká kívánják nyilvánítani, ezzel az első ilyen jellegű terület lenne az ország területén.[4]
- Ljubački Stanovi Keresztelő Szent János tiszteletére szentelt temploma 1895-ben épült, 1998-ban megújították. A homlokzat feletti harangépítményben egy harang látható. Főoltárán védőszentjének szobra áll.[3]